# Volta à Suíça de 2019
A 83.ª edição da Volta à Suíça (oficialmente: Tour de Suisse), foi uma carreira de ciclismo de estrada por etapas que se celebrou entre 15 e 23 de junho de 2019 com início na cidade de Langnau im Emmental e final na cidade de Goms. O percurso constou de um total de 9 etapas sobre uma distância total de 1 172,7 km.
A carreira foi parte do circuito UCI World Tour de 2019 dentro da categoria 2.uwT. O vencedor final foi o colombiano Egan Bernal da Ineos seguido do australiano Rohan Dennis da Bahrain-Merida e o austríaco Patrick Konrad da Bora-Hansgrohe.

## Equipas participantes
Tomaram a partida um total de 21 equipas, dos quais 18 são de categoria UCI World Team, 2 Profissional Continental e 1 selecção nacional, quem conformaram um pelotão de 147 ciclistas dos quais terminaram 115. As equipas participantes são:
| Equipes WorldTeam (18)- AG2R La Mondiale - Astana - Bahrain-Merida - EF Education First - Dimension Data - Movistar Team - Mitchelton-Scott - Lotto Soudal - Groupama-FDJ - Bora-hansgrohe - Deceuninck-Quick Step - CCC Team - UAE Team Emirates - Trek-Segafredo - Team Sunweb - Ineos - Katusha-Alpecin - Team Jumbo-Visma Equipes profissionais Continentais (2)- Total Direct Énergie - Rally UHC Cycling Equipe nacional- Suíça |
| |

## Percorrido
A Volta à Suíça dispôs de nove etapas para um percurso total de 1 172,7 quilómetros, dividido em cinco etapas em media montanha, dois contrarrelógio individual e duas etapas de alta montanha.
| Etapa | Data    | Percurso                                  | type                      | Distância (km) | Vencedor          | Líder geral    |
| ----- | ------- | ----------------------------------------- | ------------------------- | -------------- | ----------------- | -------------- |
| 1     | 15 jun. | Langnau im Emmental – Langnau im Emmental | contrarrelógio individual | 9,5            | Rohan Dennis      | Rohan Dennis   |
| 2     | 16 jun. | Langnau im Emmental – Langnau im Emmental | média montanha            | 159,6          | Luis León Sánchez | Kasper Asgreen |
| 3     | 17 jun. | Wünnewil-Flamatt – Murten                 | etapa escarpada           | 162,3          | Peter Sagan       | Peter Sagan    |
| 4     | 18 jun. | Murten – Arlesheim                        | média montanha            | 163,9          | Elia Viviani      | Peter Sagan    |
| 5     | 19 jun. | Münchenstein – Einsiedeln                 | média montanha            | 177            | Elia Viviani      | Peter Sagan    |
| 6     | 20 jun. | Einsiedeln – Flumserberg                  | média montanha            | 120,2          | Antwan Tolhoek    | Egan Bernal    |
| 7     | 21 jun. | Quarten – Passo de São Gotardo            | alta montanha             | 216,6          | Egan Bernal       | Egan Bernal    |
| 8     | 22 jun. | Goms – Goms                               | contrarrelógio individual | 19,2           | Yves Lampaert     | Egan Bernal    |
| 9     | 23 jun. | Goms – Goms                               | alta montanha             | 101,5          | Hugh Carthy       | Egan Bernal    |

## Desenvolvimento da carreira

### 1.ª etapa
| Langnau im Emmental - Langnau im Emmental | contrarrelógio individual | (9,5 km) |

| \| Classificação por etapas \| Classificação por etapas \| Classificação por etapas \| Classificação por etapas \| Classificação por etapas \| \| Ciclista \| Ciclista \| Equipe \| Tempo \| \| \| ------------------------ \| ------------------------ \| ------------------------ \| ------------------------ \| ------------------------ \| \| 1. \| Rohan Dennis \| Bahrain-Merida \| 10m50s \| \| \| 2. \| Maciej Bodnar \| Bora-Hansgrohe \| + 0s \| \| \| 3. \| Michael Matthews \| Team Sunweb \| + 1s \| \| \| 4. \| Søren Kragh Andersen \| Team Sunweb \| + 2s \| \| \| 5. \| Kasper Asgreen \| Deceuninck-Quick Step \| + 2s \| \| \| 6. \| Lawson Craddock \| EF Education First \| + 5s \| \| \| 7. \| Peter Sagan \| Bora-Hansgrohe \| + 7s \| \| \| 8. \| Patrick Bevin \| CCC Team \| + 8s \| \| \| 9. \| Stefan Küng \| Groupama-FDJ \| + 9s \| \| \| 10. \| Tom Scully \| EF Education First \| + 11s \| \| |                      |                       |        |
| |                      |                       |        |
| Fonte: ProCyclingStats |                      |                       |        |
| Classificação por etapas |                      |                       |        |
| Ciclista | Ciclista             | Equipe                | Tempo  |
| 1. | Rohan Dennis         | Bahrain-Merida        | 10m50s |
| 2. | Maciej Bodnar        | Bora-Hansgrohe        | + 0s   |
| 3. | Michael Matthews     | Team Sunweb           | + 1s   |
| 4. | Søren Kragh Andersen | Team Sunweb           | + 2s   |
| 5. | Kasper Asgreen       | Deceuninck-Quick Step | + 2s   |
| 6. | Lawson Craddock      | EF Education First    | + 5s   |
| 7. | Peter Sagan          | Bora-Hansgrohe        | + 7s   |
| 8. | Patrick Bevin        | CCC Team              | + 8s   |
| 9. | Stefan Küng          | Groupama-FDJ          | + 9s   |
| 10. | Tom Scully           | EF Education First    | + 11s  |

| \| Classificação geral \| Classificação geral \| Classificação geral \| Classificação geral \| Classificação geral \| \| Ciclista \| Ciclista \| Equipe \| Tempo \| \| \| ------------------- \| -------------------- \| --------------------- \| ------------------- \| ------------------- \| \| 1. \| Rohan Dennis \| Bahrain-Merida \| 10m50s \| \| \| 2. \| Maciej Bodnar \| Bora-Hansgrohe \| + 0s \| \| \| 3. \| Michael Matthews \| Team Sunweb \| + 1s \| \| \| 4. \| Søren Kragh Andersen \| Team Sunweb \| + 2s \| \| \| 5. \| Kasper Asgreen \| Deceuninck-Quick Step \| + 2s \| \| \| 6. \| Lawson Craddock \| EF Education First \| + 5s \| \| \| 7. \| Peter Sagan \| Bora-Hansgrohe \| + 7s \| \| \| 8. \| Patrick Bevin \| CCC Team \| + 8s \| \| \| 9. \| Stefan Küng \| Groupama-FDJ \| + 9s \| \| \| 10. \| Tom Scully \| EF Education First \| + 11s \| \| |                      |                       |        |
| |                      |                       |        |
| Fonte: ProCyclingStats |                      |                       |        |
| Classificação geral |                      |                       |        |
| Ciclista | Ciclista             | Equipe                | Tempo  |
| 1. | Rohan Dennis         | Bahrain-Merida        | 10m50s |
| 2. | Maciej Bodnar        | Bora-Hansgrohe        | + 0s   |
| 3. | Michael Matthews     | Team Sunweb           | + 1s   |
| 4. | Søren Kragh Andersen | Team Sunweb           | + 2s   |
| 5. | Kasper Asgreen       | Deceuninck-Quick Step | + 2s   |
| 6. | Lawson Craddock      | EF Education First    | + 5s   |
| 7. | Peter Sagan          | Bora-Hansgrohe        | + 7s   |
| 8. | Patrick Bevin        | CCC Team              | + 8s   |
| 9. | Stefan Küng          | Groupama-FDJ          | + 9s   |
| 10. | Tom Scully           | EF Education First    | + 11s  |

### 2.ª etapa
| Langnau im Emmental - Langnau im Emmental | média montanha | (159,6 km) |

| \| Classificação por etapas \| Classificação por etapas \| Classificação por etapas \| Classificação por etapas \| Classificação por etapas \| \| Ciclista \| Ciclista \| Equipe \| Tempo \| \| \| ------------------------ \| ------------------------ \| ------------------------ \| ------------------------ \| ------------------------ \| \| 1. \| Luis León Sánchez \| Astana \| 4h01m21s \| \| \| 2. \| Peter Sagan \| Bora-Hansgrohe \| + 6s \| \| \| 3. \| Matteo Trentin \| Mitchelton-Scott \| + 6s \| \| \| 4. \| Kasper Asgreen \| Deceuninck-Quick Step \| + 6s \| \| \| 5. \| Greg Van Avermaet \| CCC Team \| + 6s \| \| \| 6. \| Michael Matthews \| Team Sunweb \| + 6s \| \| \| 7. \| Omar Fraile \| Astana \| + 6s \| \| \| 8. \| Sven Erik Bystrøm \| UAE Team Emirates \| + 6s \| \| \| 9. \| Nathan Haas \| Katusha-Alpecin \| + 6s \| \| \| 10. \| Ben Swift \| Team Ineos \| + 6s \| \| |                   |                       |          |
| |                   |                       |          |
| Fonte: ProCyclingStats |                   |                       |          |
| Classificação por etapas |                   |                       |          |
| Ciclista | Ciclista          | Equipe                | Tempo    |
| 1. | Luis León Sánchez | Astana                | 4h01m21s |
| 2. | Peter Sagan       | Bora-Hansgrohe        | + 6s     |
| 3. | Matteo Trentin    | Mitchelton-Scott      | + 6s     |
| 4. | Kasper Asgreen    | Deceuninck-Quick Step | + 6s     |
| 5. | Greg Van Avermaet | CCC Team              | + 6s     |
| 6. | Michael Matthews  | Team Sunweb           | + 6s     |
| 7. | Omar Fraile       | Astana                | + 6s     |
| 8. | Sven Erik Bystrøm | UAE Team Emirates     | + 6s     |
| 9. | Nathan Haas       | Katusha-Alpecin       | + 6s     |
| 10. | Ben Swift         | Team Ineos            | + 6s     |

| \| Classificação geral \| Classificação geral \| Classificação geral \| Classificação geral \| Classificação geral \| \| Ciclista \| Ciclista \| Equipe \| Tempo \| \| \| ------------------- \| -------------------- \| --------------------- \| ------------------- \| ------------------- \| \| 1. \| Kasper Asgreen \| Deceuninck-Quick Step \| 4h12m16s \| \| \| 2. \| Peter Sagan \| Bora-Hansgrohe \| + 0s \| \| \| 3. \| Rohan Dennis \| Bahrain-Merida \| + 1s \| \| \| 4. \| Michael Matthews \| Team Sunweb \| + 1s \| \| \| 5. \| Lawson Craddock \| EF Education First \| + 6s \| \| \| 6. \| Stefan Küng \| Groupama-FDJ \| + 10s \| \| \| 7. \| Matteo Trentin \| Mitchelton-Scott \| + 17s \| \| \| 8. \| Geraint Thomas \| Team Ineos \| + 18s \| \| \| 9. \| Jonathan Castroviejo \| Team Ineos \| + 19s \| \| \| 10. \| Yves Lampaert \| Deceuninck-Quick Step \| + 19s \| \| |                      |                       |          |
| |                      |                       |          |
| Fonte: ProCyclingStats |                      |                       |          |
| Classificação geral |                      |                       |          |
| Ciclista | Ciclista             | Equipe                | Tempo    |
| 1. | Kasper Asgreen       | Deceuninck-Quick Step | 4h12m16s |
| 2. | Peter Sagan          | Bora-Hansgrohe        | + 0s     |
| 3. | Rohan Dennis         | Bahrain-Merida        | + 1s     |
| 4. | Michael Matthews     | Team Sunweb           | + 1s     |
| 5. | Lawson Craddock      | EF Education First    | + 6s     |
| 6. | Stefan Küng          | Groupama-FDJ          | + 10s    |
| 7. | Matteo Trentin       | Mitchelton-Scott      | + 17s    |
| 8. | Geraint Thomas       | Team Ineos            | + 18s    |
| 9. | Jonathan Castroviejo | Team Ineos            | + 19s    |
| 10. | Yves Lampaert        | Deceuninck-Quick Step | + 19s    |

### 3.ª etapa
| Wünnewil-Flamatt - Murten | etapa escarpada | (162,3 km) |

| \| Classificação por etapas \| Classificação por etapas \| Classificação por etapas \| Classificação por etapas \| Classificação por etapas \| \| Ciclista \| Ciclista \| Equipe \| Tempo \| \| \| ------------------------ \| --------------------------- \| ------------------------ \| ------------------------ \| ------------------------ \| \| 1. \| Peter Sagan \| Bora-Hansgrohe \| 3h39m25s \| \| \| 2. \| Elia Viviani \| Deceuninck-Quick Step \| + 0s \| \| \| 3. \| John Degenkolb \| Trek-Segafredo \| + 0s \| \| \| 4. \| Iván García Cortina \| Bahrain-Merida \| + 0s \| \| \| 5. \| Ben Swift \| Team Ineos \| + 0s \| \| \| 6. \| Michael Matthews \| Team Sunweb \| + 0s \| \| \| 7. \| Reinardt Janse van Rensburg \| Dimension Data \| + 0s \| \| \| 8. \| Fabian Lienhard \| Suíça \| + 0s \| \| \| 9. \| Thomas Boudat \| Total Direct Énergie \| + 0s \| \| \| 10. \| Daniel Hoelgaard \| Groupama-FDJ \| + 0s \| \| |                             |                       |          |
| |                             |                       |          |
| Fonte: ProCyclingStats |                             |                       |          |
| Classificação por etapas |                             |                       |          |
| Ciclista | Ciclista                    | Equipe                | Tempo    |
| 1. | Peter Sagan                 | Bora-Hansgrohe        | 3h39m25s |
| 2. | Elia Viviani                | Deceuninck-Quick Step | + 0s     |
| 3. | John Degenkolb              | Trek-Segafredo        | + 0s     |
| 4. | Iván García Cortina         | Bahrain-Merida        | + 0s     |
| 5. | Ben Swift                   | Team Ineos            | + 0s     |
| 6. | Michael Matthews            | Team Sunweb           | + 0s     |
| 7. | Reinardt Janse van Rensburg | Dimension Data        | + 0s     |
| 8. | Fabian Lienhard             | Suíça                 | + 0s     |
| 9. | Thomas Boudat               | Total Direct Énergie  | + 0s     |
| 10. | Daniel Hoelgaard            | Groupama-FDJ          | + 0s     |

| \| Classificação geral \| Classificação geral \| Classificação geral \| Classificação geral \| Classificação geral \| \| Ciclista \| Ciclista \| Equipe \| Tempo \| \| \| ------------------- \| -------------------- \| --------------------- \| ------------------- \| ------------------- \| \| 1. \| Peter Sagan \| Bora-Hansgrohe \| 7h51m31s \| \| \| 2. \| Kasper Asgreen \| Deceuninck-Quick Step \| + 10s \| \| \| 3. \| Rohan Dennis \| Bahrain-Merida \| + 11s \| \| \| 4. \| Michael Matthews \| Team Sunweb \| + 11s \| \| \| 5. \| Lawson Craddock \| EF Education First \| + 16s \| \| \| 6. \| Stefan Küng \| Groupama-FDJ \| + 20s \| \| \| 7. \| Matteo Trentin \| Mitchelton-Scott \| + 27s \| \| \| 8. \| Geraint Thomas \| Team Ineos \| + 28s \| \| \| 9. \| Jonathan Castroviejo \| Team Ineos \| + 29s \| \| \| 10. \| Luis León Sánchez \| Astana \| + 29s \| \| |                      |                       |          |
| |                      |                       |          |
| Fonte: ProCyclingStats |                      |                       |          |
| Classificação geral |                      |                       |          |
| Ciclista | Ciclista             | Equipe                | Tempo    |
| 1. | Peter Sagan          | Bora-Hansgrohe        | 7h51m31s |
| 2. | Kasper Asgreen       | Deceuninck-Quick Step | + 10s    |
| 3. | Rohan Dennis         | Bahrain-Merida        | + 11s    |
| 4. | Michael Matthews     | Team Sunweb           | + 11s    |
| 5. | Lawson Craddock      | EF Education First    | + 16s    |
| 6. | Stefan Küng          | Groupama-FDJ          | + 20s    |
| 7. | Matteo Trentin       | Mitchelton-Scott      | + 27s    |
| 8. | Geraint Thomas       | Team Ineos            | + 28s    |
| 9. | Jonathan Castroviejo | Team Ineos            | + 29s    |
| 10. | Luis León Sánchez    | Astana                | + 29s    |

### 4.ª etapa
| Murten - Arlesheim | média montanha | (163,9 km) |

| \| Classificação por etapas \| Classificação por etapas \| Classificação por etapas \| Classificação por etapas \| Classificação por etapas \| \| Ciclista \| Ciclista \| Equipe \| Tempo \| \| \| ------------------------ \| --------------------------- \| ------------------------ \| ------------------------ \| ------------------------ \| \| 1. \| Elia Viviani \| Deceuninck-Quick Step \| 3h46m02s \| \| \| 2. \| Michael Matthews \| Team Sunweb \| + 0s \| \| \| 3. \| Peter Sagan \| Bora-Hansgrohe \| + 0s \| \| \| 4. \| Matteo Trentin \| Mitchelton-Scott \| + 0s \| \| \| 5. \| Jasper Stuyven \| Trek-Segafredo \| + 0s \| \| \| 6. \| Sep Vanmarcke \| EF Education First \| + 0s \| \| \| 7. \| Reinardt Janse van Rensburg \| Dimension Data \| + 0s \| \| \| 8. \| Iván García Cortina \| Bahrain-Merida \| + 0s \| \| \| 9. \| Stan Dewulf \| Lotto-Soudal \| + 0s \| \| \| 10. \| Fabian Lienhard \| Suíça \| + 0s \| \| |                             |                       |          |
| |                             |                       |          |
| Fonte: ProCyclingStats |                             |                       |          |
| Classificação por etapas |                             |                       |          |
| Ciclista | Ciclista                    | Equipe                | Tempo    |
| 1. | Elia Viviani                | Deceuninck-Quick Step | 3h46m02s |
| 2. | Michael Matthews            | Team Sunweb           | + 0s     |
| 3. | Peter Sagan                 | Bora-Hansgrohe        | + 0s     |
| 4. | Matteo Trentin              | Mitchelton-Scott      | + 0s     |
| 5. | Jasper Stuyven              | Trek-Segafredo        | + 0s     |
| 6. | Sep Vanmarcke               | EF Education First    | + 0s     |
| 7. | Reinardt Janse van Rensburg | Dimension Data        | + 0s     |
| 8. | Iván García Cortina         | Bahrain-Merida        | + 0s     |
| 9. | Stan Dewulf                 | Lotto-Soudal          | + 0s     |
| 10. | Fabian Lienhard             | Suíça                 | + 0s     |

| \| Classificação geral \| Classificação geral \| Classificação geral \| Classificação geral \| Classificação geral \| \| Ciclista \| Ciclista \| Equipe \| Tempo \| \| \| ------------------- \| -------------------- \| --------------------- \| ------------------- \| ------------------- \| \| 1. \| Peter Sagan \| Bora-Hansgrohe \| 11h37m28s \| \| \| 2. \| Michael Matthews \| Team Sunweb \| + 10s \| \| \| 3. \| Kasper Asgreen \| Deceuninck-Quick Step \| + 15s \| \| \| 4. \| Rohan Dennis \| Bahrain-Merida \| + 16s \| \| \| 5. \| Lawson Craddock \| EF Education First \| + 21s \| \| \| 6. \| Stefan Küng \| Groupama-FDJ \| + 25s \| \| \| 7. \| Matteo Trentin \| Mitchelton-Scott \| + 32s \| \| \| 8. \| Patrick Konrad \| Bora-Hansgrohe \| + 34s \| \| \| 9. \| Jonathan Castroviejo \| Team Ineos \| + 34s \| \| \| 10. \| Luis León Sánchez \| Astana \| + 34s \| \| |                      |                       |           |
| |                      |                       |           |
| Fonte: ProCyclingStats |                      |                       |           |
| Classificação geral |                      |                       |           |
| Ciclista | Ciclista             | Equipe                | Tempo     |
| 1. | Peter Sagan          | Bora-Hansgrohe        | 11h37m28s |
| 2. | Michael Matthews     | Team Sunweb           | + 10s     |
| 3. | Kasper Asgreen       | Deceuninck-Quick Step | + 15s     |
| 4. | Rohan Dennis         | Bahrain-Merida        | + 16s     |
| 5. | Lawson Craddock      | EF Education First    | + 21s     |
| 6. | Stefan Küng          | Groupama-FDJ          | + 25s     |
| 7. | Matteo Trentin       | Mitchelton-Scott      | + 32s     |
| 8. | Patrick Konrad       | Bora-Hansgrohe        | + 34s     |
| 9. | Jonathan Castroviejo | Team Ineos            | + 34s     |
| 10. | Luis León Sánchez    | Astana                | + 34s     |

### 5.ª etapa
| Münchenstein - Einsiedeln | média montanha | (177 km) |

| \| Classificação por etapas \| Classificação por etapas \| Classificação por etapas \| Classificação por etapas \| Classificação por etapas \| \| Ciclista \| Ciclista \| Equipe \| Tempo \| \| \| ------------------------ \| --------------------------- \| ------------------------ \| ------------------------ \| ------------------------ \| \| 1. \| Elia Viviani \| Deceuninck-Quick Step \| 4h18m26s \| \| \| 2. \| Peter Sagan \| Bora-Hansgrohe \| + 0s \| \| \| 3. \| Jasper Stuyven \| Trek-Segafredo \| + 0s \| \| \| 4. \| Matteo Trentin \| Mitchelton-Scott \| + 0s \| \| \| 5. \| Michael Matthews \| Team Sunweb \| + 0s \| \| \| 6. \| Alexander Kristoff \| UAE Team Emirates \| + 0s \| \| \| 7. \| Fabian Lienhard \| Suíça \| + 0s \| \| \| 8. \| Stan Dewulf \| Lotto-Soudal \| + 0s \| \| \| 9. \| Reinardt Janse van Rensburg \| Dimension Data \| + 0s \| \| \| 10. \| Patrick Bevin \| CCC Team \| + 0s \| \| |                             |                       |          |
| |                             |                       |          |
| Fonte: ProCyclingStats |                             |                       |          |
| Classificação por etapas |                             |                       |          |
| Ciclista | Ciclista                    | Equipe                | Tempo    |
| 1. | Elia Viviani                | Deceuninck-Quick Step | 4h18m26s |
| 2. | Peter Sagan                 | Bora-Hansgrohe        | + 0s     |
| 3. | Jasper Stuyven              | Trek-Segafredo        | + 0s     |
| 4. | Matteo Trentin              | Mitchelton-Scott      | + 0s     |
| 5. | Michael Matthews            | Team Sunweb           | + 0s     |
| 6. | Alexander Kristoff          | UAE Team Emirates     | + 0s     |
| 7. | Fabian Lienhard             | Suíça                 | + 0s     |
| 8. | Stan Dewulf                 | Lotto-Soudal          | + 0s     |
| 9. | Reinardt Janse van Rensburg | Dimension Data        | + 0s     |
| 10. | Patrick Bevin               | CCC Team              | + 0s     |

| \| Classificação geral \| Classificação geral \| Classificação geral \| Classificação geral \| Classificação geral \| \| Ciclista \| Ciclista \| Equipe \| Tempo \| \| \| ------------------- \| ------------------- \| --------------------- \| ------------------- \| ------------------- \| \| 1. \| Peter Sagan \| Bora-Hansgrohe \| 15h55m48s \| \| \| 2. \| Michael Matthews \| Team Sunweb \| + 14s \| \| \| 3. \| Kasper Asgreen \| Deceuninck-Quick Step \| + 21s \| \| \| 4. \| Rohan Dennis \| Bahrain-Merida \| + 22s \| \| \| 5. \| Lawson Craddock \| EF Education First \| + 27s \| \| \| 6. \| Matteo Trentin \| Mitchelton-Scott \| + 38s \| \| \| 7. \| Patrick Konrad \| Bora-Hansgrohe \| + 39s \| \| \| 8. \| Luis León Sánchez \| Astana \| + 40s \| \| \| 9. \| Winner Anacona \| Movistar Team \| + 40s \| \| \| 10. \| Fabio Felline \| Trek-Segafredo \| + 41s \| \| |                   |                       |           |
| |                   |                       |           |
| Fonte: ProCyclingStats |                   |                       |           |
| Classificação geral |                   |                       |           |
| Ciclista | Ciclista          | Equipe                | Tempo     |
| 1. | Peter Sagan       | Bora-Hansgrohe        | 15h55m48s |
| 2. | Michael Matthews  | Team Sunweb           | + 14s     |
| 3. | Kasper Asgreen    | Deceuninck-Quick Step | + 21s     |
| 4. | Rohan Dennis      | Bahrain-Merida        | + 22s     |
| 5. | Lawson Craddock   | EF Education First    | + 27s     |
| 6. | Matteo Trentin    | Mitchelton-Scott      | + 38s     |
| 7. | Patrick Konrad    | Bora-Hansgrohe        | + 39s     |
| 8. | Luis León Sánchez | Astana                | + 40s     |
| 9. | Winner Anacona    | Movistar Team         | + 40s     |
| 10. | Fabio Felline     | Trek-Segafredo        | + 41s     |

### 6.ª etapa
| Einsiedeln - Flumserberg | média montanha | (120,2 km) |

| \| Classificação por etapas \| Classificação por etapas \| Classificação por etapas \| Classificação por etapas \| Classificação por etapas \| \| Ciclista \| Ciclista \| Equipe \| Tempo \| \| \| ------------------------ \| ------------------------ \| ------------------------ \| ------------------------ \| ------------------------ \| \| 1. \| Antwan Tolhoek \| Team Jumbo-Visma \| 2h43m35s \| \| \| 2. \| Egan Bernal \| Team Ineos \| + 17s \| \| \| 3. \| François Bidard \| AG2R La Mondiale \| + 24s \| \| \| 4. \| Jan Hirt \| Astana \| + 29s \| \| \| 5. \| Domenico Pozzovivo \| Bahrain-Merida \| + 31s \| \| \| 6. \| Patrick Bevin \| CCC Team \| + 38s \| \| \| 7. \| Rui Costa \| UAE Team Emirates \| + 44s \| \| \| 8. \| Tiesj Benoot \| Lotto-Soudal \| + 44s \| \| \| 9. \| Patrick Schelling \| Suíça \| + 46s \| \| \| 10. \| Patrick Konrad \| Bora-Hansgrohe \| + 46s \| \| |                    |                   |          |
| |                    |                   |          |
| Fonte: ProCyclingStats |                    |                   |          |
| Classificação por etapas |                    |                   |          |
| Ciclista | Ciclista           | Equipe            | Tempo    |
| 1. | Antwan Tolhoek     | Team Jumbo-Visma  | 2h43m35s |
| 2. | Egan Bernal        | Team Ineos        | + 17s    |
| 3. | François Bidard    | AG2R La Mondiale  | + 24s    |
| 4. | Jan Hirt           | Astana            | + 29s    |
| 5. | Domenico Pozzovivo | Bahrain-Merida    | + 31s    |
| 6. | Patrick Bevin      | CCC Team          | + 38s    |
| 7. | Rui Costa          | UAE Team Emirates | + 44s    |
| 8. | Tiesj Benoot       | Lotto-Soudal      | + 44s    |
| 9. | Patrick Schelling  | Suíça             | + 46s    |
| 10. | Patrick Konrad     | Bora-Hansgrohe    | + 46s    |

| \| Classificação geral \| Classificação geral \| Classificação geral \| Classificação geral \| Classificação geral \| \| Ciclista \| Ciclista \| Equipe \| Tempo \| \| \| ------------------- \| ------------------- \| ------------------- \| ------------------- \| ------------------- \| \| 1. \| Egan Bernal \| Team Ineos \| 18h40m18s \| \| \| 2. \| Rohan Dennis \| Bahrain-Merida \| + 12s \| \| \| 3. \| Patrick Konrad \| Bora-Hansgrohe \| + 29s \| \| \| 4. \| Jan Hirt \| Astana \| + 35s \| \| \| 5. \| Tiesj Benoot \| Lotto-Soudal \| + 35s \| \| \| 6. \| Marc Soler \| Movistar Team \| + 41s \| \| \| 7. \| Domenico Pozzovivo \| Bahrain-Merida \| + 50s \| \| \| 8. \| François Bidard \| AG2R La Mondiale \| + 58s \| \| \| 9. \| Fabio Aru \| UAE Team Emirates \| + 1m07s \| \| \| 10. \| Nicolas Roche \| Team Sunweb \| + 1m07s \| \| |                    |                   |           |
| |                    |                   |           |
| Fonte: ProCyclingStats |                    |                   |           |
| Classificação geral |                    |                   |           |
| Ciclista | Ciclista           | Equipe            | Tempo     |
| 1. | Egan Bernal        | Team Ineos        | 18h40m18s |
| 2. | Rohan Dennis       | Bahrain-Merida    | + 12s     |
| 3. | Patrick Konrad     | Bora-Hansgrohe    | + 29s     |
| 4. | Jan Hirt           | Astana            | + 35s     |
| 5. | Tiesj Benoot       | Lotto-Soudal      | + 35s     |
| 6. | Marc Soler         | Movistar Team     | + 41s     |
| 7. | Domenico Pozzovivo | Bahrain-Merida    | + 50s     |
| 8. | François Bidard    | AG2R La Mondiale  | + 58s     |
| 9. | Fabio Aru          | UAE Team Emirates | + 1m07s   |
| 10. | Nicolas Roche      | Team Sunweb       | + 1m07s   |

### 7.ª etapa
| Quarten - Passo de São Gotardo | alta montanha | (216,6 km) |

| \| Classificação por etapas \| Classificação por etapas \| Classificação por etapas \| Classificação por etapas \| Classificação por etapas \| \| Ciclista \| Ciclista \| Equipe \| Tempo \| \| \| ------------------------ \| ------------------------ \| ------------------------ \| ------------------------ \| ------------------------ \| \| 1. \| Egan Bernal \| Team Ineos \| 5h37m40s \| \| \| 2. \| Domenico Pozzovivo \| Bahrain-Merida \| + 23s \| \| \| 3. \| Rohan Dennis \| Bahrain-Merida \| + 23s \| \| \| 4. \| Patrick Konrad \| Bora-Hansgrohe \| + 34s \| \| \| 5. \| Jan Hirt \| Astana \| + 34s \| \| \| 6. \| Tiesj Benoot \| Lotto-Soudal \| + 34s \| \| \| 7. \| Enric Mas \| Deceuninck-Quick Step \| + 40s \| \| \| 8. \| Simon Špilak \| Katusha-Alpecin \| + 50s \| \| \| 9. \| Lennard Kämna \| Team Sunweb \| + 1m03s \| \| \| 10. \| Fabio Aru \| UAE Team Emirates \| + 1m03s \| \| |                    |                       |          |
| |                    |                       |          |
| Fonte: ProCyclingStats |                    |                       |          |
| Classificação por etapas |                    |                       |          |
| Ciclista | Ciclista           | Equipe                | Tempo    |
| 1. | Egan Bernal        | Team Ineos            | 5h37m40s |
| 2. | Domenico Pozzovivo | Bahrain-Merida        | + 23s    |
| 3. | Rohan Dennis       | Bahrain-Merida        | + 23s    |
| 4. | Patrick Konrad     | Bora-Hansgrohe        | + 34s    |
| 5. | Jan Hirt           | Astana                | + 34s    |
| 6. | Tiesj Benoot       | Lotto-Soudal          | + 34s    |
| 7. | Enric Mas          | Deceuninck-Quick Step | + 40s    |
| 8. | Simon Špilak       | Katusha-Alpecin       | + 50s    |
| 9. | Lennard Kämna      | Team Sunweb           | + 1m03s  |
| 10. | Fabio Aru          | UAE Team Emirates     | + 1m03s  |

| \| Classificação geral \| Classificação geral \| Classificação geral \| Classificação geral \| Classificação geral \| \| Ciclista \| Ciclista \| Equipe \| Tempo \| \| \| ------------------- \| ------------------- \| --------------------- \| ------------------- \| ------------------- \| \| 1. \| Egan Bernal \| Team Ineos \| 24h17m48s \| \| \| 2. \| Rohan Dennis \| Bahrain-Merida \| + 41s \| \| \| 3. \| Patrick Konrad \| Bora-Hansgrohe \| + 1m13s \| \| \| 4. \| Domenico Pozzovivo \| Bahrain-Merida \| + 1m17s \| \| \| 5. \| Jan Hirt \| Astana \| + 1m19s \| \| \| 6. \| Tiesj Benoot \| Lotto-Soudal \| + 1m19s \| \| \| 7. \| Enric Mas \| Deceuninck-Quick Step \| + 2m07s \| \| \| 8. \| Fabio Aru \| UAE Team Emirates \| + 2m20s \| \| \| 9. \| Nicolas Roche \| Team Sunweb \| + 2m23s \| \| \| 10. \| Simon Špilak \| Katusha-Alpecin \| + 2m26s \| \| |                    |                       |           |
| |                    |                       |           |
| Fonte: ProCyclingStats |                    |                       |           |
| Classificação geral |                    |                       |           |
| Ciclista | Ciclista           | Equipe                | Tempo     |
| 1. | Egan Bernal        | Team Ineos            | 24h17m48s |
| 2. | Rohan Dennis       | Bahrain-Merida        | + 41s     |
| 3. | Patrick Konrad     | Bora-Hansgrohe        | + 1m13s   |
| 4. | Domenico Pozzovivo | Bahrain-Merida        | + 1m17s   |
| 5. | Jan Hirt           | Astana                | + 1m19s   |
| 6. | Tiesj Benoot       | Lotto-Soudal          | + 1m19s   |
| 7. | Enric Mas          | Deceuninck-Quick Step | + 2m07s   |
| 8. | Fabio Aru          | UAE Team Emirates     | + 2m20s   |
| 9. | Nicolas Roche      | Team Sunweb           | + 2m23s   |
| 10. | Simon Špilak       | Katusha-Alpecin       | + 2m26s   |

### 8.ª etapa
| Goms - Goms | contrarrelógio individual | (19,2 km) |

| \| Classificação por etapas \| Classificação por etapas \| Classificação por etapas \| Classificação por etapas \| Classificação por etapas \| \| Ciclista \| Ciclista \| Equipe \| Tempo \| \| \| ------------------------ \| ------------------------ \| ------------------------ \| ------------------------ \| ------------------------ \| \| 1. \| Yves Lampaert \| Deceuninck-Quick Step \| 21m58s \| \| \| 2. \| Kasper Asgreen \| Deceuninck-Quick Step \| + 5s \| \| \| 3. \| Søren Kragh Andersen \| Team Sunweb \| + 10s \| \| \| 4. \| Tom Scully \| EF Education First \| + 13s \| \| \| 5. \| Patrick Bevin \| CCC Team \| + 13s \| \| \| 6. \| Rohan Dennis \| Bahrain-Merida \| + 19s \| \| \| 7. \| Stefan Küng \| Groupama-FDJ \| + 20s \| \| \| 8. \| Benjamin Thomas \| Groupama-FDJ \| + 32s \| \| \| 9. \| Nikias Arndt \| Team Sunweb \| + 34s \| \| \| 10. \| Matteo Trentin \| Mitchelton-Scott \| + 36s \| \| |                      |                       |        |
| |                      |                       |        |
| Fonte: ProCyclingStats |                      |                       |        |
| Classificação por etapas |                      |                       |        |
| Ciclista | Ciclista             | Equipe                | Tempo  |
| 1. | Yves Lampaert        | Deceuninck-Quick Step | 21m58s |
| 2. | Kasper Asgreen       | Deceuninck-Quick Step | + 5s   |
| 3. | Søren Kragh Andersen | Team Sunweb           | + 10s  |
| 4. | Tom Scully           | EF Education First    | + 13s  |
| 5. | Patrick Bevin        | CCC Team              | + 13s  |
| 6. | Rohan Dennis         | Bahrain-Merida        | + 19s  |
| 7. | Stefan Küng          | Groupama-FDJ          | + 20s  |
| 8. | Benjamin Thomas      | Groupama-FDJ          | + 32s  |
| 9. | Nikias Arndt         | Team Sunweb           | + 34s  |
| 10. | Matteo Trentin       | Mitchelton-Scott      | + 36s  |

| \| Classificação geral \| Classificação geral \| Classificação geral \| Classificação geral \| Classificação geral \| \| Ciclista \| Ciclista \| Equipe \| Tempo \| \| \| ------------------- \| ----------------------- \| --------------------- \| ------------------- \| ------------------- \| \| 1. \| Egan Bernal \| Team Ineos \| 24h40m24s \| \| \| 2. \| Rohan Dennis \| Bahrain-Merida \| + 22s \| \| \| 3. \| Patrick Konrad \| Bora-Hansgrohe \| + 1m46s \| \| \| 4. \| Tiesj Benoot \| Lotto-Soudal \| + 1m54s \| \| \| 5. \| Jan Hirt \| Astana \| + 1m55s \| \| \| 6. \| Enric Mas \| Deceuninck-Quick Step \| + 2m43s \| \| \| 7. \| Simon Špilak \| Katusha-Alpecin \| + 2m53s \| \| \| 8. \| Domenico Pozzovivo \| Bahrain-Merida \| + 2m56s \| \| \| 9. \| Carlos Alberto Betancur \| Movistar Team \| + 3m17s \| \| \| 10. \| Nicolas Roche \| Team Sunweb \| + 3m17s \| \| |                         |                       |           |
| |                         |                       |           |
| Fonte: ProCyclingStats |                         |                       |           |
| Classificação geral |                         |                       |           |
| Ciclista | Ciclista                | Equipe                | Tempo     |
| 1. | Egan Bernal             | Team Ineos            | 24h40m24s |
| 2. | Rohan Dennis            | Bahrain-Merida        | + 22s     |
| 3. | Patrick Konrad          | Bora-Hansgrohe        | + 1m46s   |
| 4. | Tiesj Benoot            | Lotto-Soudal          | + 1m54s   |
| 5. | Jan Hirt                | Astana                | + 1m55s   |
| 6. | Enric Mas               | Deceuninck-Quick Step | + 2m43s   |
| 7. | Simon Špilak            | Katusha-Alpecin       | + 2m53s   |
| 8. | Domenico Pozzovivo      | Bahrain-Merida        | + 2m56s   |
| 9. | Carlos Alberto Betancur | Movistar Team         | + 3m17s   |
| 10. | Nicolas Roche           | Team Sunweb           | + 3m17s   |

### 9.ª etapa
| Goms - Goms | alta montanha | (101,5 km) |

| \| Classificação por etapas \| Classificação por etapas \| Classificação por etapas \| Classificação por etapas \| Classificação por etapas \| \| Ciclista \| Ciclista \| Equipe \| Tempo \| \| \| ------------------------ \| ------------------------ \| ------------------------ \| ------------------------ \| ------------------------ \| \| 1. \| Hugh Carthy \| EF Education First \| 3h01m49s \| \| \| 2. \| Rohan Dennis \| Bahrain-Merida \| + 1m02s \| \| \| 3. \| Egan Bernal \| Team Ineos \| + 1m02s \| \| \| 4. \| Mathias Frank \| AG2R La Mondiale \| + 1m52s \| \| \| 5. \| Simon Špilak \| Katusha-Alpecin \| + 1m52s \| \| \| 6. \| Carlos Alberto Betancur \| Movistar Team \| + 2m15s \| \| \| 7. \| Tiesj Benoot \| Lotto-Soudal \| + 2m15s \| \| \| 8. \| Domenico Pozzovivo \| Bahrain-Merida \| + 2m15s \| \| \| 9. \| Patrick Konrad \| Bora-Hansgrohe \| + 2m15s \| \| \| 10. \| Jan Hirt \| Astana \| + 2m15s \| \| |                         |                    |          |
| |                         |                    |          |
| Fonte: ProCyclingStats |                         |                    |          |
| Classificação por etapas |                         |                    |          |
| Ciclista | Ciclista                | Equipe             | Tempo    |
| 1. | Hugh Carthy             | EF Education First | 3h01m49s |
| 2. | Rohan Dennis            | Bahrain-Merida     | + 1m02s  |
| 3. | Egan Bernal             | Team Ineos         | + 1m02s  |
| 4. | Mathias Frank           | AG2R La Mondiale   | + 1m52s  |
| 5. | Simon Špilak            | Katusha-Alpecin    | + 1m52s  |
| 6. | Carlos Alberto Betancur | Movistar Team      | + 2m15s  |
| 7. | Tiesj Benoot            | Lotto-Soudal       | + 2m15s  |
| 8. | Domenico Pozzovivo      | Bahrain-Merida     | + 2m15s  |
| 9. | Patrick Konrad          | Bora-Hansgrohe     | + 2m15s  |
| 10. | Jan Hirt                | Astana             | + 2m15s  |

## Classificações finais
- As classificações finalizaram da seguinte forma:

### Classificação geral
| \| Classificação geral \| Classificação geral \| Classificação geral \| Classificação geral \| Classificação geral \| \| Ciclista \| Ciclista \| Equipe \| Tempo \| \| \| ------------------- \| ----------------------- \| --------------------- \| ------------------- \| ------------------- \| \| 1. \| Egan Bernal \| Team Ineos \| 27h43m10s \| \| \| 2. \| Rohan Dennis \| Bahrain-Merida \| + 19s \| \| \| 3. \| Patrick Konrad \| Bora-Hansgrohe \| + 3m04s \| \| \| 4. \| Tiesj Benoot \| Lotto-Soudal \| + 3m12s \| \| \| 5. \| Jan Hirt \| Astana \| + 3m13s \| \| \| 6. \| Simon Špilak \| Katusha-Alpecin \| + 3m48s \| \| \| 7. \| Domenico Pozzovivo \| Bahrain-Merida \| + 4m14s \| \| \| 8. \| Carlos Alberto Betancur \| Movistar Team \| + 4m35s \| \| \| 9. \| Enric Mas \| Deceuninck-Quick Step \| + 4m53s \| \| \| 10. \| Nicolas Roche \| Team Sunweb \| + 5m27s \| \| |                         |                       |           |
| |                         |                       |           |
| Fonte: ProCyclingStats |                         |                       |           |
| Classificação geral |                         |                       |           |
| Ciclista | Ciclista                | Equipe                | Tempo     |
| 1. | Egan Bernal             | Team Ineos            | 27h43m10s |
| 2. | Rohan Dennis            | Bahrain-Merida        | + 19s     |
| 3. | Patrick Konrad          | Bora-Hansgrohe        | + 3m04s   |
| 4. | Tiesj Benoot            | Lotto-Soudal          | + 3m12s   |
| 5. | Jan Hirt                | Astana                | + 3m13s   |
| 6. | Simon Špilak            | Katusha-Alpecin       | + 3m48s   |
| 7. | Domenico Pozzovivo      | Bahrain-Merida        | + 4m14s   |
| 8. | Carlos Alberto Betancur | Movistar Team         | + 4m35s   |
| 9. | Enric Mas               | Deceuninck-Quick Step | + 4m53s   |
| 10. | Nicolas Roche           | Team Sunweb           | + 5m27s   |

### Classificação por pontos
| Classificação por pontos | Classificação por pontos | Classificação por pontos | Classificação por pontos | Classificação por pontos |
| Ciclista                 | Ciclista                 | Equipe                   | Pontos                   |                          |
| ------------------------ | ------------------------ | ------------------------ | ------------------------ | ------------------------ |
| 1.                       | Peter Sagan              | Bora-Hansgrohe           | 37 pts                   |                          |
| 2.                       | Elia Viviani             | Deceuninck-Quick Step    | 32 pts                   |                          |
| 3.                       | Rohan Dennis             | Bahrain-Merida           | 28 pts                   |                          |
| 4.                       | Egan Bernal              | Team Ineos               | 27 pts                   |                          |
| 5.                       | Matteo Trentin           | Mitchelton-Scott         | 22 pts                   |                          |
| 6.                       | Hugh Carthy              | EF Education First       | 20 pts                   |                          |
| 7.                       | Kasper Asgreen           | Deceuninck-Quick Step    | 18 pts                   |                          |
| 8.                       | Luis León Sánchez        | Astana                   | 12 pts                   |                          |
| 9.                       | Antwan Tolhoek           | Team Jumbo-Visma         | 12 pts                   |                          |
| 10.                      | Domenico Pozzovivo       | Bahrain-Merida           | 10 pts                   |                          |

### Classificação da montanha
| Classificação da montanha | Classificação da montanha | Classificação da montanha | Classificação da montanha | Classificação da montanha |
| Ciclista                  | Ciclista                  | Equipe                    | Pontos                    |                           |
| ------------------------- | ------------------------- | ------------------------- | ------------------------- | ------------------------- |
| 1.                        | Hugh Carthy               | EF Education First        | 60 pts                    |                           |
| 2.                        | Egan Bernal               | Team Ineos                | 40 pts                    |                           |
| 3.                        | Rohan Dennis              | Bahrain-Merida            | 33 pts                    |                           |
| 4.                        | Lennard Kämna             | Team Sunweb               | 28 pts                    |                           |
| 5.                        | Claudio Imhof             | Suíça                     | 25 pts                    |                           |
| 6.                        | Domenico Pozzovivo        | Bahrain-Merida            | 21 pts                    |                           |
| 7.                        | Gavin Mannion             | Rally UHC Cycling         | 19 pts                    |                           |
| 8.                        | Koen Bouwman              | Team Jumbo-Visma          | 18 pts                    |                           |
| 9.                        | Mathias Frank             | AG2R La Mondiale          | 17 pts                    |                           |
| 10.                       | Simon Špilak              | Katusha-Alpecin           | 15 pts                    |                           |

### Classificação dos jovens
| Classificação dos jovens | Classificação dos jovens | Classificação dos jovens | Classificação dos jovens | Classificação dos jovens |
| Ciclista                 | Ciclista                 | Equipe                   | Tempo                    |                          |
| ------------------------ | ------------------------ | ------------------------ | ------------------------ | ------------------------ |
| 1.                       | Egan Bernal              | Team Ineos               | 27h43m10s                |                          |
| 2.                       | Tiesj Benoot             | Lotto-Soudal             | + 3m12s                  |                          |
| 3.                       | Enric Mas                | Deceuninck-Quick Step    | + 4m53s                  |                          |
| 4.                       | Aurélien Paret-Peintre   | AG2R La Mondiale         | + 9m39s                  |                          |
| 5.                       | Lennard Kämna            | Team Sunweb              | + 9m42s                  |                          |
| 6.                       | Kilian Frankiny          | Groupama-FDJ             | + 11m03s                 |                          |
| 7.                       | Merhawi Kudus            | Astana                   | + 18m11s                 |                          |
| 8.                       | Matteo Fabbro            | Katusha-Alpecin          | + 19m53s                 |                          |
| 9.                       | Hugh Carthy              | EF Education First       | + 20m23s                 |                          |
| 10.                      | Gino Mäder               | Dimension Data           | + 21m35s                 |                          |

### Classificação por equipas
| Classificação por equipes | Classificação por equipes | Classificação por equipes | Classificação por equipes |
| Equipe                    | Equipe                    | Tempo                     |                           |
| ------------------------- | ------------------------- | ------------------------- | ------------------------- |
| 1.                        | Movistar Team             | 83h32m29s                 |                           |
| 2.                        | Ineos                     | + 1m47s                   |                           |
| 3.                        | Team Sunweb               | + 6m02s                   |                           |
| 4.                        | AG2R La Mondiale          | + 11m17s                  |                           |
| 5.                        | Astana                    | + 15m55s                  |                           |
| 6.                        | Suíça                     | + 17m43s                  |                           |
| 7.                        | UAE Team Emirates         | + 19m05s                  |                           |
| 8.                        | Bahrain-Merida            | + 21m07s                  |                           |
| 9.                        | Trek-Segafredo            | + 23m12s                  |                           |
| 10.                       | Katusha-Alpecin           | + 29m52s                  |                           |

## Evolução das classificações
| Etapa | Vencedor          | Classificação geral | Classificação por pontos | Classificação da montanha | Classificação dos jovens | Classificação por equipas |
| ----- | ----------------- | ------------------- | ------------------------ | ------------------------- | ------------------------ | ------------------------- |
| 1     | Rohan Dennis      | Rohan Dennis        | Rohan Dennis             | Não entregue              | Søren Kragh Andersen     | Bora-Hansgrohe            |
| 2     | Luis León Sánchez | Kasper Asgreen      | Rohan Dennis             | Claudio Imhof             | Kasper Asgreen           | Sunweb                    |
| 3     | Peter Sagan       | Peter Sagan         | Peter Sagan              | Claudio Imhof             | Kasper Asgreen           | Sunweb                    |
| 4     | Elia Viviani      | Peter Sagan         | Peter Sagan              | Claudio Imhof             | Kasper Asgreen           | Sunweb                    |
| 5     | Elia Viviani      | Peter Sagan         | Peter Sagan              | Claudio Imhof             | Kasper Asgreen           | Sunweb                    |
| 6     | Antwan Tolhoek    | Egan Bernal         | Peter Sagan              | Claudio Imhof             | Egan Bernal              | UAE Emirates              |
| 7     | Egan Bernal       | Egan Bernal         | Peter Sagan              | Egan Bernal               | Egan Bernal              | Movistar                  |
| 8     | Yves Lampaert     | Egan Bernal         | Peter Sagan              | Egan Bernal               | Egan Bernal              | Movistar                  |
| 9     | Hugh Carthy       | Egan Bernal         | Peter Sagan              | Hugh Carthy               | Egan Bernal              | Movistar                  |
| Final | Final             | Egan Bernal         | Peter Sagan              | Hugh Carthy               | Egan Bernal              | Movistar                  |

## Ciclistas participantes e posições finais
| Deceuninck-Quick Step DQT | Deceuninck-Quick Step DQT | Deceuninck-Quick Step DQT |
| ------------------------- | ------------------------- | ------------------------- |
| Num                       | Ciclista                  | Pos                       |
| 1                         | Enric Mas (ESP)           | 9.                        |
| 2                         | Kasper Asgreen (DEN)      | 70.                       |
| 3                         | Dries Devenyns (BEL)      | 36.                       |
| 4                         | Yves Lampaert (BEL)       | DNF-9                     |
| 5                         | Michael Mørkøv (DEN)      | 111.                      |
| 6                         | Maximiliano Richeze (ARG) | 115.                      |
| 7                         | Elia Viviani (ITA)        | 110.                      |

| Bora-Hansgrohe BOH | Bora-Hansgrohe BOH        | Bora-Hansgrohe BOH |
| ------------------ | ------------------------- | ------------------ |
| Num                | Ciclista                  | Pos                |
| 11                 | Peter Sagan (SVK)         | 76.                |
| 12                 | Maciej Bodnar (POL)       | DNF-9              |
| 13                 | Marcus Burghardt (GER)    | NP-8               |
| 14                 | Patrick Konrad (AUT)      | 3.                 |
| 15                 | Daniel Oss (ITA)          | 84.                |
| 16                 | Lukas Pöstlberger (AUT)   | 77.                |
| 17                 | Andreas Schillinger (GER) | DNF-9              |

| Team Jumbo-Visma TJV | Team Jumbo-Visma TJV     | Team Jumbo-Visma TJV |
| -------------------- | ------------------------ | -------------------- |
| Num                  | Ciclista                 | Pos                  |
| 21                   | Koen Bouwman (NED)       | 33.                  |
| 22                   | Floris De Tier (BEL)     | DNF-4                |
| 23                   | Bert-Jan Lindeman (NED)  | 109.                 |
| 24                   | Timo Roosen (NED)        | 106.                 |
| 25                   | Antwan Tolhoek (NED)     | 53.                  |
| 26                   | Taco van der Hoorn (NED) | 83.                  |
| 27                   | Danny van Poppel (NED)   | DNF-2                |

| Astana AST | Astana AST              | Astana AST |
| ---------- | ----------------------- | ---------- |
| Num        | Ciclista                | Pos        |
| 31         | Omar Fraile (ESP)       | NP-6       |
| 32         | Jan Hirt (CZE)          | 5.         |
| 33         | Rodrigo Contreras (COL) | 45.        |
| 34         | Luis León Sánchez (ESP) | 32.        |
| 35         | Merhawi Kudus (ERI)     | 25.        |
| 36         | Yuriy Natarov (KAZ)     | 75.        |
| 37         | Andrey Zeits (KAZ)      | DNF-4      |

| Team Ineos INS | Team Ineos INS             | Team Ineos INS |
| -------------- | -------------------------- | -------------- |
| Num            | Ciclista                   | Pos            |
| 41             | Geraint Thomas (GBR)       | DNF-4          |
| 42             | Egan Bernal (COL)          | 1.             |
| 43             | Kenny Elissonde (FRA)      | 34.            |
| 44             | Owain Doull (GBR)          | 85.            |
| 45             | Luke Rowe (GBR)            | 114.           |
| 46             | Ben Swift (GBR)            | 23.            |
| 47             | Jonathan Castroviejo (ESP) | 15.            |

| UAE Team Emirates UAD | UAE Team Emirates UAD    | UAE Team Emirates UAD |
| --------------------- | ------------------------ | --------------------- |
| Num                   | Ciclista                 | Pos                   |
| 51                    | Rui Costa (POR)          | 56.                   |
| 52                    | Sven Erik Bystrøm (NOR)  | 59.                   |
| 53                    | Fabio Aru (ITA)          | 21.                   |
| 54                    | Sergio Henao (COL)       | 13.                   |
| 55                    | Alexander Kristoff (NOR) | NP-8                  |
| 56                    | Tom Bohli (SUI)          | NP-9                  |
| 57                    | Manuele Mori (ITA)       | 90.                   |

| Movistar Team MOV | Movistar Team MOV             | Movistar Team MOV |
| ----------------- | ----------------------------- | ----------------- |
| Num               | Ciclista                      | Pos               |
| 61                | Marc Soler (ESP)              | 12.               |
| 62                | Winner Anacona (COL)          | 37.               |
| 63                | Carlos Barbero (ESP)          | 86.               |
| 64                | Lluís Mas (ESP)               | 28.               |
| 65                | Carlos Alberto Betancur (COL) | 8.                |
| 66                | Héctor Carretero (ESP)        | 61.               |
| 67                | Jürgen Roelandts (BEL)        | 103.              |

| Mitchelton-Scott MTS | Mitchelton-Scott MTS      | Mitchelton-Scott MTS |
| -------------------- | ------------------------- | -------------------- |
| Num                  | Ciclista                  | Pos                  |
| 71                   | Michael Albasini (SUI)    | 67.                  |
| 72                   | Robert Stannard (AUS)     | 73.                  |
| 73                   | Alexander Edmondson (AUS) | DNF-9                |
| 74                   | Tsgabu Grmay (ETH)        | 63.                  |
| 75                   | Michael Hepburn (AUS)     | NP-7                 |
| 76                   | Sam Bewley (NZL)          | 100.                 |
| 77                   | Matteo Trentin (ITA)      | 49.                  |

| Team Sunweb SUN | Team Sunweb SUN            | Team Sunweb SUN |
| --------------- | -------------------------- | --------------- |
| Num             | Ciclista                   | Pos             |
| 81              | Marc Hirschi (SUI)         | 51.             |
| 82              | Nikias Arndt (GER)         | 79.             |
| 83              | Lennard Kämna (GER)        | 17.             |
| 84              | Wilco Kelderman (NED)      | 29.             |
| 85              | Søren Kragh Andersen (DEN) | 66.             |
| 86              | Michael Matthews (AUS)     | NP-9            |
| 87              | Nicolas Roche (IRL)        | 10.             |

| Groupama-FDJ GFC | Groupama-FDJ GFC       | Groupama-FDJ GFC |
| ---------------- | ---------------------- | ---------------- |
| Num              | Ciclista               | Pos              |
| 91               | Stefan Küng (SUI)      | 60.              |
| 92               | Bruno Armirail (FRA)   | NP-2             |
| 93               | Kilian Frankiny (SUI)  | 18.              |
| 94               | Kevin Geniets (LUX)    | 52.              |
| 95               | Daniel Hoelgaard (NOR) | 108.             |
| 96               | Steve Morabito (SUI)   | 30.              |
| 97               | Benjamin Thomas (FRA)  | 95.              |

| Bahrain-Merida TBM | Bahrain-Merida TBM        | Bahrain-Merida TBM |
| ------------------ | ------------------------- | ------------------ |
| Num                | Ciclista                  | Pos                |
| 101                | Rohan Dennis (AUS)        | 2.                 |
| 102                | Valerio Agnoli (ITA)      | DNF-9              |
| 103                | Andrea Garosio (ITA)      | 93.                |
| 104                | Iván García Cortina (ESP) | DNF-9              |
| 105                | Matej Mohorič (SLO)       | 62.                |
| 106                | Domenico Pozzovivo (ITA)  | 7.                 |
| 107                | Antonio Nibali (ITA)      | 107.               |

| Trek-Segafredo TFS | Trek-Segafredo TFS       | Trek-Segafredo TFS |
| ------------------ | ------------------------ | ------------------ |
| Num                | Ciclista                 | Pos                |
| 111                | Gianluca Brambilla (ITA) | 46.                |
| 112                | Nicola Conci (ITA)       | 39.                |
| 113                | John Degenkolb (GER)     | 96.                |
| 114                | Michael Gogl (AUT)       | 88.                |
| 115                | Fabio Felline (ITA)      | 14.                |
| 116                | Kiel Reijnen (USA)       | DNF-7              |
| 117                | Jasper Stuyven (BEL)     | 40.                |

| AG2R La Mondiale ALM | AG2R La Mondiale ALM         | AG2R La Mondiale ALM |
| -------------------- | ---------------------------- | -------------------- |
| Num                  | Ciclista                     | Pos                  |
| 121                  | Mathias Frank (SUI)          | 20.                  |
| 122                  | François Bidard (FRA)        | 43.                  |
| 123                  | Geoffrey Bouchard (FRA)      | 50.                  |
| 124                  | Aurélien Paret-Peintre (FRA) | 16.                  |
| 125                  | Larry Warbasse (USA)         | 72.                  |
| 126                  | Pierre Latour (FRA)          | DNF-9                |
| 127                  | Stijn Vandenbergh (BEL)      | 87.                  |

| EF Education First EF1 | EF Education First EF1 | EF Education First EF1 |
| ---------------------- | ---------------------- | ---------------------- |
| Num                    | Ciclista               | Pos                    |
| 131                    | Hugh Carthy (GBR)      | 27.                    |
| 132                    | Lawson Craddock (USA)  | NP-9                   |
| 133                    | Daniel McLay (GBR)     | DNF-3                  |
| 134                    | Nathan Brown (USA)     | 55.                    |
| 135                    | Mitchell Docker (AUS)  | 97.                    |
| 136                    | Tom Scully (NZL)       | NP-9                   |
| 137                    | Sep Vanmarcke (BEL)    | DNF-9                  |

| Lotto-Soudal LTS | Lotto-Soudal LTS         | Lotto-Soudal LTS |
| ---------------- | ------------------------ | ---------------- |
| Num              | Ciclista                 | Pos              |
| 141              | Tiesj Benoot (BEL)       | 4.               |
| 142              | Stan Dewulf (BEL)        | 68.              |
| 143              | Adam Hansen (AUS)        | 74.              |
| 144              | Maxime Monfort (BEL)     | 24.              |
| 145              | Enzo Wouters (BEL)       | DNF-9            |
| 146              | Tosh Van der Sande (BEL) | DNF-9            |
| 147              | Jelle Vanendert (BEL)    | DNF-9            |

| CCC Team CCC | CCC Team CCC                   | CCC Team CCC |
| ------------ | ------------------------------ | ------------ |
| Num          | Ciclista                       | Pos          |
| 151          | Greg Van Avermaet (BEL)        | 48.          |
| 152          | Patrick Bevin (NZL)            | 35.          |
| 153          | Simon Geschke (GER)            | 41.          |
| 154          | Szymon Sajnok (POL)            | 112.         |
| 155          | Michael Schär (SUI)            | 42.          |
| 156          | Guillaume Van Keirsbulck (BEL) | DNF-9        |
| 157          | Łukasz Wiśniowski (POL)        | 101.         |

| Katusha-Alpecin TKA | Katusha-Alpecin TKA    | Katusha-Alpecin TKA |
| ------------------- | ---------------------- | ------------------- |
| Num                 | Ciclista               | Pos                 |
| 161                 | Simon Špilak (SLO)     | 6.                  |
| 162                 | Enrico Battaglin (ITA) | 58.                 |
| 163                 | Matteo Fabbro (ITA)    | 26.                 |
| 164                 | Nathan Haas (AUS)      | 69.                 |
| 165                 | Reto Hollenstein (SUI) | 99.                 |
| 166                 | Willie Smit (RSA)      | 82.                 |
| 167                 | Rick Zabel (GER)       | 102.                |

| Dimension Data TDD | Dimension Data TDD                | Dimension Data TDD |
| ------------------ | --------------------------------- | ------------------ |
| Num                | Ciclista                          | Pos                |
| 171                | Roman Kreuziger (CZE)             | 22.                |
| 172                | Michael Valgren (DEN)             | 65.                |
| 173                | Reinardt Janse van Rensburg (RSA) | 94.                |
| 174                | Benjamin King (USA)               | 47.                |
| 175                | Jay Thomson (RSA)                 | 113.               |
| 176                | Gino Mäder (SUI)                  | 31.                |
| 177                | Tom Slagter (NED)                 | 71.                |

| Total Direct Énergie TDE | Total Direct Énergie TDE | Total Direct Énergie TDE |
| ------------------------ | ------------------------ | ------------------------ |
| Num                      | Ciclista                 | Pos                      |
| 181                      | Lilian Calmejane (FRA)   | 64.                      |
| 182                      | Thomas Boudat (FRA)      | 98.                      |
| 183                      | Jérôme Cousin (FRA)      | 104.                     |
| 184                      | Fabien Grellier (FRA)    | DNF-9                    |
| 185                      | Pim Ligthart (NED)       | 78.                      |
| 186                      | Paul Ourselin (FRA)      | 57.                      |
| 187                      | Romain Sicard (FRA)      | 19.                      |

| Rally UHC Cycling RLY | Rally UHC Cycling RLY | Rally UHC Cycling RLY |
| --------------------- | --------------------- | --------------------- |
| Num                   | Ciclista              | Pos                   |
| 191                   | Brandon McNulty (USA) | DNF-9                 |
| 192                   | Robin Carpenter (USA) | DNF-9                 |
| 193                   | Colin Joyce (USA)     | 91.                   |
| 194                   | Gavin Mannion (USA)   | 89.                   |
| 195                   | Ryan Anderson (CAN)   | DNF-9                 |
| 196                   | Rob Britton (CAN)     | 81.                   |
| 197                   | Svein Tuft (CAN)      | DNF-9                 |

| Suíça SUI | Suíça SUI         | Suíça SUI |
| --------- | ----------------- | --------- |
| Num       | Ciclista          | Pos       |
| 201       | Matteo Badilatti  | 38.       |
| 202       | Gian Friesecke    | 80.       |
| 203       | Claudio Imhof     | 105.      |
| 204       | Fabian Lienhard   | 92.       |
| 205       | Roland Thalmann   | 44.       |
| 206       | Simon Pellaud     | 54.       |
| 207       | Patrick Schelling | 11.       |

| Deceuninck-Quick Step DQT | Deceuninck-Quick Step DQT | Deceuninck-Quick Step DQT |
| ------------------------- | ------------------------- | ------------------------- |
| Num                       | Ciclista                  | Pos                       |
| 1                         | Enric Mas (ESP)           | 9.                        |
| 2                         | Kasper Asgreen (DEN)      | 70.                       |
| 3                         | Dries Devenyns (BEL)      | 36.                       |
| 4                         | Yves Lampaert (BEL)       | DNF-9                     |
| 5                         | Michael Mørkøv (DEN)      | 111.                      |
| 6                         | Maximiliano Richeze (ARG) | 115.                      |
| 7                         | Elia Viviani (ITA)        | 110.                      |

| Bora-Hansgrohe BOH | Bora-Hansgrohe BOH        | Bora-Hansgrohe BOH |
| ------------------ | ------------------------- | ------------------ |
| Num                | Ciclista                  | Pos                |
| 11                 | Peter Sagan (SVK)         | 76.                |
| 12                 | Maciej Bodnar (POL)       | DNF-9              |
| 13                 | Marcus Burghardt (GER)    | NP-8               |
| 14                 | Patrick Konrad (AUT)      | 3.                 |
| 15                 | Daniel Oss (ITA)          | 84.                |
| 16                 | Lukas Pöstlberger (AUT)   | 77.                |
| 17                 | Andreas Schillinger (GER) | DNF-9              |

| Team Jumbo-Visma TJV | Team Jumbo-Visma TJV     | Team Jumbo-Visma TJV |
| -------------------- | ------------------------ | -------------------- |
| Num                  | Ciclista                 | Pos                  |
| 21                   | Koen Bouwman (NED)       | 33.                  |
| 22                   | Floris De Tier (BEL)     | DNF-4                |
| 23                   | Bert-Jan Lindeman (NED)  | 109.                 |
| 24                   | Timo Roosen (NED)        | 106.                 |
| 25                   | Antwan Tolhoek (NED)     | 53.                  |
| 26                   | Taco van der Hoorn (NED) | 83.                  |
| 27                   | Danny van Poppel (NED)   | DNF-2                |

| Astana AST | Astana AST              | Astana AST |
| ---------- | ----------------------- | ---------- |
| Num        | Ciclista                | Pos        |
| 31         | Omar Fraile (ESP)       | NP-6       |
| 32         | Jan Hirt (CZE)          | 5.         |
| 33         | Rodrigo Contreras (COL) | 45.        |
| 34         | Luis León Sánchez (ESP) | 32.        |
| 35         | Merhawi Kudus (ERI)     | 25.        |
| 36         | Yuriy Natarov (KAZ)     | 75.        |
| 37         | Andrey Zeits (KAZ)      | DNF-4      |

| Team Ineos INS | Team Ineos INS             | Team Ineos INS |
| -------------- | -------------------------- | -------------- |
| Num            | Ciclista                   | Pos            |
| 41             | Geraint Thomas (GBR)       | DNF-4          |
| 42             | Egan Bernal (COL)          | 1.             |
| 43             | Kenny Elissonde (FRA)      | 34.            |
| 44             | Owain Doull (GBR)          | 85.            |
| 45             | Luke Rowe (GBR)            | 114.           |
| 46             | Ben Swift (GBR)            | 23.            |
| 47             | Jonathan Castroviejo (ESP) | 15.            |

| UAE Team Emirates UAD | UAE Team Emirates UAD    | UAE Team Emirates UAD |
| --------------------- | ------------------------ | --------------------- |
| Num                   | Ciclista                 | Pos                   |
| 51                    | Rui Costa (POR)          | 56.                   |
| 52                    | Sven Erik Bystrøm (NOR)  | 59.                   |
| 53                    | Fabio Aru (ITA)          | 21.                   |
| 54                    | Sergio Henao (COL)       | 13.                   |
| 55                    | Alexander Kristoff (NOR) | NP-8                  |
| 56                    | Tom Bohli (SUI)          | NP-9                  |
| 57                    | Manuele Mori (ITA)       | 90.                   |

| Movistar Team MOV | Movistar Team MOV             | Movistar Team MOV |
| ----------------- | ----------------------------- | ----------------- |
| Num               | Ciclista                      | Pos               |
| 61                | Marc Soler (ESP)              | 12.               |
| 62                | Winner Anacona (COL)          | 37.               |
| 63                | Carlos Barbero (ESP)          | 86.               |
| 64                | Lluís Mas (ESP)               | 28.               |
| 65                | Carlos Alberto Betancur (COL) | 8.                |
| 66                | Héctor Carretero (ESP)        | 61.               |
| 67                | Jürgen Roelandts (BEL)        | 103.              |

| Mitchelton-Scott MTS | Mitchelton-Scott MTS      | Mitchelton-Scott MTS |
| -------------------- | ------------------------- | -------------------- |
| Num                  | Ciclista                  | Pos                  |
| 71                   | Michael Albasini (SUI)    | 67.                  |
| 72                   | Robert Stannard (AUS)     | 73.                  |
| 73                   | Alexander Edmondson (AUS) | DNF-9                |
| 74                   | Tsgabu Grmay (ETH)        | 63.                  |
| 75                   | Michael Hepburn (AUS)     | NP-7                 |
| 76                   | Sam Bewley (NZL)          | 100.                 |
| 77                   | Matteo Trentin (ITA)      | 49.                  |

| Team Sunweb SUN | Team Sunweb SUN            | Team Sunweb SUN |
| --------------- | -------------------------- | --------------- |
| Num             | Ciclista                   | Pos             |
| 81              | Marc Hirschi (SUI)         | 51.             |
| 82              | Nikias Arndt (GER)         | 79.             |
| 83              | Lennard Kämna (GER)        | 17.             |
| 84              | Wilco Kelderman (NED)      | 29.             |
| 85              | Søren Kragh Andersen (DEN) | 66.             |
| 86              | Michael Matthews (AUS)     | NP-9            |
| 87              | Nicolas Roche (IRL)        | 10.             |

| Groupama-FDJ GFC | Groupama-FDJ GFC       | Groupama-FDJ GFC |
| ---------------- | ---------------------- | ---------------- |
| Num              | Ciclista               | Pos              |
| 91               | Stefan Küng (SUI)      | 60.              |
| 92               | Bruno Armirail (FRA)   | NP-2             |
| 93               | Kilian Frankiny (SUI)  | 18.              |
| 94               | Kevin Geniets (LUX)    | 52.              |
| 95               | Daniel Hoelgaard (NOR) | 108.             |
| 96               | Steve Morabito (SUI)   | 30.              |
| 97               | Benjamin Thomas (FRA)  | 95.              |

| Bahrain-Merida TBM | Bahrain-Merida TBM        | Bahrain-Merida TBM |
| ------------------ | ------------------------- | ------------------ |
| Num                | Ciclista                  | Pos                |
| 101                | Rohan Dennis (AUS)        | 2.                 |
| 102                | Valerio Agnoli (ITA)      | DNF-9              |
| 103                | Andrea Garosio (ITA)      | 93.                |
| 104                | Iván García Cortina (ESP) | DNF-9              |
| 105                | Matej Mohorič (SLO)       | 62.                |
| 106                | Domenico Pozzovivo (ITA)  | 7.                 |
| 107                | Antonio Nibali (ITA)      | 107.               |

| Trek-Segafredo TFS | Trek-Segafredo TFS       | Trek-Segafredo TFS |
| ------------------ | ------------------------ | ------------------ |
| Num                | Ciclista                 | Pos                |
| 111                | Gianluca Brambilla (ITA) | 46.                |
| 112                | Nicola Conci (ITA)       | 39.                |
| 113                | John Degenkolb (GER)     | 96.                |
| 114                | Michael Gogl (AUT)       | 88.                |
| 115                | Fabio Felline (ITA)      | 14.                |
| 116                | Kiel Reijnen (USA)       | DNF-7              |
| 117                | Jasper Stuyven (BEL)     | 40.                |

| AG2R La Mondiale ALM | AG2R La Mondiale ALM         | AG2R La Mondiale ALM |
| -------------------- | ---------------------------- | -------------------- |
| Num                  | Ciclista                     | Pos                  |
| 121                  | Mathias Frank (SUI)          | 20.                  |
| 122                  | François Bidard (FRA)        | 43.                  |
| 123                  | Geoffrey Bouchard (FRA)      | 50.                  |
| 124                  | Aurélien Paret-Peintre (FRA) | 16.                  |
| 125                  | Larry Warbasse (USA)         | 72.                  |
| 126                  | Pierre Latour (FRA)          | DNF-9                |
| 127                  | Stijn Vandenbergh (BEL)      | 87.                  |

| EF Education First EF1 | EF Education First EF1 | EF Education First EF1 |
| ---------------------- | ---------------------- | ---------------------- |
| Num                    | Ciclista               | Pos                    |
| 131                    | Hugh Carthy (GBR)      | 27.                    |
| 132                    | Lawson Craddock (USA)  | NP-9                   |
| 133                    | Daniel McLay (GBR)     | DNF-3                  |
| 134                    | Nathan Brown (USA)     | 55.                    |
| 135                    | Mitchell Docker (AUS)  | 97.                    |
| 136                    | Tom Scully (NZL)       | NP-9                   |
| 137                    | Sep Vanmarcke (BEL)    | DNF-9                  |

| Lotto-Soudal LTS | Lotto-Soudal LTS         | Lotto-Soudal LTS |
| ---------------- | ------------------------ | ---------------- |
| Num              | Ciclista                 | Pos              |
| 141              | Tiesj Benoot (BEL)       | 4.               |
| 142              | Stan Dewulf (BEL)        | 68.              |
| 143              | Adam Hansen (AUS)        | 74.              |
| 144              | Maxime Monfort (BEL)     | 24.              |
| 145              | Enzo Wouters (BEL)       | DNF-9            |
| 146              | Tosh Van der Sande (BEL) | DNF-9            |
| 147              | Jelle Vanendert (BEL)    | DNF-9            |

| CCC Team CCC | CCC Team CCC                   | CCC Team CCC |
| ------------ | ------------------------------ | ------------ |
| Num          | Ciclista                       | Pos          |
| 151          | Greg Van Avermaet (BEL)        | 48.          |
| 152          | Patrick Bevin (NZL)            | 35.          |
| 153          | Simon Geschke (GER)            | 41.          |
| 154          | Szymon Sajnok (POL)            | 112.         |
| 155          | Michael Schär (SUI)            | 42.          |
| 156          | Guillaume Van Keirsbulck (BEL) | DNF-9        |
| 157          | Łukasz Wiśniowski (POL)        | 101.         |

| Katusha-Alpecin TKA | Katusha-Alpecin TKA    | Katusha-Alpecin TKA |
| ------------------- | ---------------------- | ------------------- |
| Num                 | Ciclista               | Pos                 |
| 161                 | Simon Špilak (SLO)     | 6.                  |
| 162                 | Enrico Battaglin (ITA) | 58.                 |
| 163                 | Matteo Fabbro (ITA)    | 26.                 |
| 164                 | Nathan Haas (AUS)      | 69.                 |
| 165                 | Reto Hollenstein (SUI) | 99.                 |
| 166                 | Willie Smit (RSA)      | 82.                 |
| 167                 | Rick Zabel (GER)       | 102.                |

| Dimension Data TDD | Dimension Data TDD                | Dimension Data TDD |
| ------------------ | --------------------------------- | ------------------ |
| Num                | Ciclista                          | Pos                |
| 171                | Roman Kreuziger (CZE)             | 22.                |
| 172                | Michael Valgren (DEN)             | 65.                |
| 173                | Reinardt Janse van Rensburg (RSA) | 94.                |
| 174                | Benjamin King (USA)               | 47.                |
| 175                | Jay Thomson (RSA)                 | 113.               |
| 176                | Gino Mäder (SUI)                  | 31.                |
| 177                | Tom Slagter (NED)                 | 71.                |

| Total Direct Énergie TDE | Total Direct Énergie TDE | Total Direct Énergie TDE |
| ------------------------ | ------------------------ | ------------------------ |
| Num                      | Ciclista                 | Pos                      |
| 181                      | Lilian Calmejane (FRA)   | 64.                      |
| 182                      | Thomas Boudat (FRA)      | 98.                      |
| 183                      | Jérôme Cousin (FRA)      | 104.                     |
| 184                      | Fabien Grellier (FRA)    | DNF-9                    |
| 185                      | Pim Ligthart (NED)       | 78.                      |
| 186                      | Paul Ourselin (FRA)      | 57.                      |
| 187                      | Romain Sicard (FRA)      | 19.                      |

| Rally UHC Cycling RLY | Rally UHC Cycling RLY | Rally UHC Cycling RLY |
| --------------------- | --------------------- | --------------------- |
| Num                   | Ciclista              | Pos                   |
| 191                   | Brandon McNulty (USA) | DNF-9                 |
| 192                   | Robin Carpenter (USA) | DNF-9                 |
| 193                   | Colin Joyce (USA)     | 91.                   |
| 194                   | Gavin Mannion (USA)   | 89.                   |
| 195                   | Ryan Anderson (CAN)   | DNF-9                 |
| 196                   | Rob Britton (CAN)     | 81.                   |
| 197                   | Svein Tuft (CAN)      | DNF-9                 |

| Suíça SUI | Suíça SUI         | Suíça SUI |
| --------- | ----------------- | --------- |
| Num       | Ciclista          | Pos       |
| 201       | Matteo Badilatti  | 38.       |
| 202       | Gian Friesecke    | 80.       |
| 203       | Claudio Imhof     | 105.      |
| 204       | Fabian Lienhard   | 92.       |
| 205       | Roland Thalmann   | 44.       |
| 206       | Simon Pellaud     | 54.       |
| 207       | Patrick Schelling | 11.       |

## UCI World Ranking
A Volta à Suíça outorgou pontos para o UCI World Ranking para corredores das equipas nas categorias UCI World Team, Profissional Continental e Equipas Continentais. As seguintes tabelas mostram o barómetro de pontuação e os 10 corredores que obtiveram mais pontos:
| Posição             | 1.º | 2.º | 3.º | 4.º | 5.º | 6.º | 7.º | 8.º | 9.º | 10.º | 11.º | 12.º | 13.º | 14.º | 15.º | 16.º-20.º | 21.º-30.º | 31.º-50.º | 51.º-55.º | 56.º-60.º |
| Classificação geral | 500 | 400 | 325 | 275 | 225 | 175 | 150 | 125 | 100 | 85   | 70   | 60   | 50   | 40   | 35   | 30        | 20        | 10        | 5         | 3         |
| Por etapa           | 60  | 25  | 10  |     |     |     |     |     |     |      |      |      |      |      |      |           |           |           |           |           |
| Líder               | 10  |     |     |     |     |     |     |     |     |      |      |      |      |      |      |           |           |           |           |           |

| Classificação |                    |                       |       |       |       |       |
| Posição       | Ciclista           | Equipa                | Geral | Etapa | Líder | Total |
| ------------- | ------------------ | --------------------- | ----- | ----- | ----- | ----- |
| 1.º           | Egan Bernal        | INEOS                 | 500   | 95    | 30    | 625   |
| 2.º           | Rohan Dennis       | Bahrain Merida        | 400   | 95    | 10    | 505   |
| 3.º           | Patrick Konrad     | Bora-Hansgrohe        | 325   | -     | -     | 325   |
| 4.º           | Tiesj Benoot       | Lotto Soudal          | 275   | -     | -     | 275   |
| 5.º           | Jan Hirt           | Astana                | 225   | -     | -     | 225   |
| 6.º           | Simon Špilak       | Katusha-Alpecin       | 175   | -     | -     | 175   |
| 7.º           | Domenico Pozzovivo | Bahrain Merida        | 150   | 25    | -     | 175   |
| 8.º           | Peter Sagan        | Bora-Hansgrohe        | -     | 120   | 30    | 150   |
| 9.º           | Elia Viviani       | Deceuninck-Quick Step | -     | 145   | -     | 145   |
| 10.º          | Carlos Betancur    | Movistar              | 125   | -     | -     | 125   |